# 抱きしめたい (玉木宏の曲)
「抱きしめたい」（だきしめたい）は、2008年3月19日に発売された玉木宏の8thシングル。発売元はavex trax。

## 解説
- 初回受注限定生産である。
- アルバム「Bridge」と同日に発売された。

## 収録曲

### CD
1. 抱きしめたい
  - 作詞：BOUNCEBACK、作曲：北野正人
2. 君へと[1]
  - 作詞：チョ・ウンヒ（訳詞：葛谷葉子）、作曲：シン・スンフン
  - 四国電力TVCMソング
3. 抱きしめたい -INSTRUMENTAL-